# Плавання на Чемпіонаті світу з водних видів спорту 2015
Змагання з плавання на Чемпіонаті світу з водних видів спорту 2015 тривали з 2 до 9 серпня 2015 року в Казані (Росія). Збірна США виграла медальний залік, а її лідеркою стала Кейті Ледекі, що здобула п'ять золотих медалей.

## Розклад змагань
Розіграно 42 комплекти нагород.
Вказано місцевий час (UTC+3).
| З | Попередні запливи | ½ | Півфінали | Ф | Фінал |

| Дата →                            | Нед 2 | Нед 2 | Пон 3 | Пон 3 | Вів 4 | Вів 4 | Сер 5 | Сер 5 | Чет 6 | Чет 6 | П'ят 7 | П'ят 7 | Суб 8 | Суб 8 | Нед 9 | Нед 9 |
| Дисципліна ↓                      | Р     | В     | Р     | В     | Р     | В     | Р     | В     | Р     | В     | Р      | В      | Р     | В     | Р     | В     |
| --------------------------------- | ----- | ----- | ----- | ----- | ----- | ----- | ----- | ----- | ----- | ----- | ------ | ------ | ----- | ----- | ----- | ----- |
| 50 м вільним стилем               |       |       |       |       |       |       |       |       |       |       | З      | ½      |       | Ф     |       |       |
| 100 м вільним стилем              |       |       |       |       |       |       | З     | ½     |       | Ф     |        |        |       |       |       |       |
| 200 м вільним стилем              |       |       | З     | ½     |       | Ф     |       |       |       |       |        |        |       |       |       |       |
| 400 м вільним стилем              | З     | Ф     |       |       |       |       |       |       |       |       |        |        |       |       |       |       |
| 800 м вільним стилем              |       |       |       |       | З     |       |       | Ф     |       |       |        |        |       |       |       |       |
| 1500 м вільним стилем             |       |       |       |       |       |       |       |       |       |       |        |        | З     |       |       | F     |
| 50 м на спині                     |       |       |       |       |       |       |       |       |       |       |        |        | З     | ½     |       | Ф     |
| 100 м на спині                    |       |       | З     | ½     |       | Ф     |       |       |       |       |        |        |       |       |       |       |
| 200 м на спині                    |       |       |       |       |       |       |       |       | З     | ½     |        | Ф      |       |       |       |       |
| 50 м брасом                       |       |       |       |       | З     | ½     |       | Ф     |       |       |        |        |       |       |       |       |
| 100 м брасом                      | З     | ½     |       | Ф     |       |       |       |       |       |       |        |        |       |       |       |       |
| 200 м брасом                      |       |       |       |       |       |       |       |       | З     | ½     |        | Ф      |       |       |       |       |
| 50 м батерфляєм                   | З     | ½     |       | Ф     |       |       |       |       |       |       |        |        |       |       |       |       |
| 100 м батерфляєм                  |       |       |       |       |       |       |       |       |       |       | З      | ½      |       | Ф     |       |       |
| 200 м батерфляєм                  |       |       |       |       | З     | ½     |       | Ф     |       |       |        |        |       |       |       |       |
| 200 м комплексом                  |       |       |       |       |       |       | З     | ½     |       | Ф     |        |        |       |       |       |       |
| 400 м комплексом                  |       |       |       |       |       |       |       |       |       |       |        |        |       |       | З     | Ф     |
| Естафета 4 × 100 м вільним стилем | З     | Ф     |       |       |       |       |       |       |       |       |        |        |       |       |       |       |
| Естафета 4 × 200 м вільним стилем |       |       |       |       |       |       |       |       |       |       | З      | Ф      |       |       |       |       |
| Естафета 4 × 100 м комплексом     |       |       |       |       |       |       |       |       |       |       |        |        |       |       | З     | Ф     |

| Дата →                            | Нед 2 | Нед 2 | Пон 3 | Пон 3 | Вів 4 | Вів 4 | Сер 5 | Сер 5 | Чет 6 | Чет 6 | П'ят 7 | П'ят 7 | Суб 8 | Суб 8 | Нед 9 | Нед 9 |
| Дисципліна ↓                      | Р     | В     | Р     | В     | Р     | В     | Р     | В     | Р     | В     | Р      | В      | Р     | В     | Р     | В     |
| --------------------------------- | ----- | ----- | ----- | ----- | ----- | ----- | ----- | ----- | ----- | ----- | ------ | ------ | ----- | ----- | ----- | ----- |
| 50 м вільним стилем               |       |       |       |       |       |       |       |       |       |       |        |        | З     | ½     |       | Ф     |
| 100 м вільним стилем              |       |       |       |       |       |       |       |       | З     | ½     |        | Ф      |       |       |       |       |
| 200 м вільним стилем              |       |       |       |       | З     | ½     |       | Ф     |       |       |        |        |       |       |       |       |
| 400 м вільним стилем              | З     | Ф     |       |       |       |       |       |       |       |       |        |        |       |       |       |       |
| 800 м вільним стилем              |       |       |       |       |       |       |       |       |       |       | З      |        |       | Ф     |       |       |
| 1500 м вільним стилем             |       |       | З     |       |       | Ф     |       |       |       |       |        |        |       |       |       |       |
| 50 м на спині                     |       |       |       |       |       |       | З     | ½     |       | Ф     |        |        |       |       |       |       |
| 100 м на спині                    |       |       | З     | ½     |       | Ф     |       |       |       |       |        |        |       |       |       |       |
| 200 м на спині                    |       |       |       |       |       |       |       |       |       |       | З      | ½      |       | Ф     |       |       |
| 50 м брасом                       |       |       |       |       |       |       |       |       |       |       |        |        | З     | ½     |       | Ф     |
| 100 м брасом                      |       |       | З     | ½     |       | Ф     |       |       |       |       |        |        |       |       |       |       |
| 200 м брасом                      |       |       |       |       |       |       |       |       | З     | ½     |        | Ф      |       |       |       |       |
| 50 м батерфляєм                   |       |       |       |       |       |       |       |       |       |       | З      | ½      |       | Ф     |       |       |
| 100 м батерфляєм                  | З     | ½     |       | Ф     |       |       |       |       |       |       |        |        |       |       |       |       |
| 200 м батерфляєм                  |       |       |       |       |       |       | З     | ½     |       | Ф     |        |        |       |       |       |       |
| 200 м комплексом                  | З     | ½     |       | Ф     |       |       |       |       |       |       |        |        |       |       |       |       |
| 400 м комплексом                  |       |       |       |       |       |       |       |       |       |       |        |        |       |       | З     | Ф     |
| Естафета 4 × 100 м вільним стилем | З     | Ф     |       |       |       |       |       |       |       |       |        |        |       |       |       |       |
| Естафета 4 × 200 м вільним стилем |       |       |       |       |       |       |       |       | З     | Ф     |        |        |       |       |       |       |
| Естафета 4 × 100 м комплексом     |       |       |       |       |       |       |       |       |       |       |        |        |       |       | З     | Ф     |

| Дата →                            | Нед 2 | Нед 2 | Пон 3 | Пон 3 | Вів 4 | Вів 4 | Сер 5 | Сер 5 | Чет 6 | Чет 6 | П'ят 7 | П'ят 7 | Суб 8 | Суб 8 | Нед 9 | Нед 9 |
| Дисципліна ↓                      | Р     | В     | Р     | В     | Р     | В     | Р     | В     | Р     | В     | Р      | В      | Р     | В     | Р     | В     |
| --------------------------------- | ----- | ----- | ----- | ----- | ----- | ----- | ----- | ----- | ----- | ----- | ------ | ------ | ----- | ----- | ----- | ----- |
| Естафета 4 × 100 м вільним стилем |       |       |       |       |       |       |       |       |       |       |        |        | З     | Ф     |       |       |
| Естафета 4 × 100 м комплексом     |       |       |       |       |       |       | З     | Ф     |       |       |        |        |       |       |       |       |

## Медальний залік

### Таблиця медалей
*   Країна-господарка (Росія)
| Місце               | Країна              | Золото | Срібло | Бронза | Загалом |
| ------------------- | ------------------- | ------ | ------ | ------ | ------- |
| 1                   | США                 | 8      | 10     | 5      | 23      |
| 2                   | Австралія           | 7      | 3      | 6      | 16      |
| 3                   | Китай               | 5      | 1      | 7      | 13      |
| 4                   | Велика Британія     | 5      | 1      | 3      | 9       |
| 5                   | Франція             | 4      | 1      | 1      | 6       |
| 6                   | Угорщина            | 3      | 2      | 4      | 9       |
| 7                   | Швеція              | 3      | 2      | 1      | 6       |
| 8                   | Японія              | 3      | 1      | 0      | 4       |
| 9                   | Італія              | 1      | 3      | 1      | 5       |
| 10                  | ПАР                 | 1      | 3      | 0      | 4       |
| 11                  | Росія*              | 1      | 1      | 2      | 4       |
| 12                  | Німеччина           | 1      | 0      | 2      | 3       |
| 13                  | Нідерланди          | 0      | 4      | 0      | 4       |
| 14                  | Бразилія            | 0      | 3      | 1      | 4       |
| 15                  | Данія               | 0      | 2      | 2      | 4       |
| 16                  | Нова Зеландія       | 0      | 2      | 0      | 2       |
| 17                  | Польща              | 0      | 1      | 2      | 3       |
| 18                  | Ямайка              | 0      | 1      | 1      | 2       |
| 19                  | Литва               | 0      | 1      | 0      | 1       |
| 20                  | Канада              | 0      | 0      | 4      | 4       |
| 21                  | Іспанія             | 0      | 0      | 1      | 1       |
| 21                  | Аргентина           | 0      | 0      | 1      | 1       |
| 21                  | Сінгапур            | 0      | 0      | 1      | 1       |
| Загалом (23 збірні) | Загалом (23 збірні) | 42     | 42     | 45     | 129     |

### Чоловіки
| Дисципліна                      | Золото | Золото      | Срібло | Срібло      | Бронза | Бронза   |
| ------------------------------- | --- | ----------- | --- | ----------- | --- | -------- |
| 50 м вільним стилем             | Флоран Маноду · Франція                                                                                              | 21.19       | Натан Едрієн · США                                                                                                | 21.52       | Бруно Фратус · Бразилія                                                                                                 | 21.55    |
| 100 м вільним стилем            | Нін Цзетао · Китай                                                                                                   | 47.84       | Кемерон Макевой · Австралія                                                                                       | 47.95       | Федеріко Грабіч · Аргентина                                                                                             | 48.12    |
| 200 м вільним стилем            | Джеймс Гай · Велика Британія                                                                                         | 1:45.14 NR  | Сунь Ян · Китай                                                                                                   | 1:45.20     | Пауль Бідерманн · Німеччина                                                                                             | 1:45.38  |
| 400 м вільним стилем            | Сунь Ян · Китай | 3:42.58     | Джеймс Гай · Велика Британія                                                                                      | 3:43.75 NR  | Раян Кокрейн · Канада                                                                                                   | 3:44.59  |
| 800 м вільним стилем            | Сунь Ян · Китай | 7:39.96     | Грегоріо Пальтріньєрі · Італія                                                                                    | 7:40.81 ER  | Мак Гортон · Австралія                                                                                                  | 7:44.02  |
| 1500 м вільним стилем           | Грегоріо Пальтріньєрі · Італія                                                                                       | 14:39.67 ER | Коннор Джегер · США                                                                                               | 14:41.20 NR | Раян Кокрейн · Канада                                                                                                   | 14:51.08 |
|                                 | |             | |             | |          |
| 50 м на спині                   | Каміль Лакур · Франція                                                                                               | 24.23       | Метт Греверс · США                                                                                                | 24.61       | Бен Трефферс · Австралія                                                                                                | 24.69    |
| 100 м на спині                  | Мітч Ларкін · Австралія                                                                                              | 52.40       | Каміль Лакур · Франція                                                                                            | 52.48       | Метт Греверс · США | 52.66    |
| 200 м на спині                  | Мітч Ларкін · Австралія                                                                                              | 1:53.58 OC  | Радослав Кавенцький · Польща                                                                                      | 1:54.55     | Євген Рилов · Росія | 1:54:60  |
|                                 | |             | |             | |          |
| 50 м брасом                     | Адам Піті · Велика Британія                                                                                          | 26.51       | Камерон ван дер Бург · Південно-Африканська Республіка                                                            | 26.66       | Кевін Кордес · США | 26.86    |
| 100 м брасом                    | Адам Піті · Велика Британія                                                                                          | 58.52       | Камерон ван дер Бург · Південно-Африканська Республіка                                                            | 58.59       | Росс Мердок · Велика Британія                                                                                           | 59.09    |
| 200 м брасом                    | Марко Кох · Німеччина                                                                                                | 2:07.76     | Кевін Кордес · США                                                                                                | 2:08.05     | Даніел Дьюрта · Угорщина                                                                                                | 2:08.10  |
|                                 | |             | |             | |          |
| 50 м батерфляєм                 | Флоран Маноду · Франція                                                                                              | 22.97       | Ніколас Сантуш · Бразилія                                                                                         | 23.09       | Ласло Чех · Угорщина · Конрад Черняк · Польща                                                                           | 23.15    |
| 100 м батерфляєм                | Чад ле Клос · Південно-Африканська Республіка                                                                        | 50.56 AF    | Ласло Чех · Угорщина                                                                                              | 50.87       | Джозеф Скулінг · Сінгапур                                                                                               | 50.96 AS |
| 200 м батерфляєм                | Ласло Чех · Угорщина                                                                                                 | 1:53.48     | Чад ле Клос · Південно-Африканська Республіка                                                                     | 1:53.68     | Ян Світковський · Польща                                                                                                | 1:54.10  |
|                                 | |             | |             | |          |
| 200 м комплексом                | Раян Лохте · США | 1:55.81     | Тьяго Перейра · Бразилія                                                                                          | 1:56.65     | Ван Шунь · Китай | 1:56.81  |
| 400 м комплексом                | Сето Дайя · Японія                                                                                                   | 4:08.50     | Давид Веррасто · Угорщина                                                                                         | 4:09.90     | Чейз Каліш · США | 4:10.05  |
|                                 | |             | |             | |          |
| естафета 4×100 м вільним стилем | Франція · Мехді Метелла (48.37) · Флоран Маноду (47.93) · Фаб'ян Жіло (47.08) · Жеремі Страв'юс (47.36)              | 3:10.74     | Росія · Андрій Гречин (48.60) · Микита Лобінцев (47.98) · Володимир Морозов (46.95) · Олександр Сухоруков (47.66) | 3:11.19     | Італія · Лука Дотто (48.75) · Марко Орсі (47.75) · Мікеле Сантуччі (48.48) · Філіппо Маньїні (47.55)                    | 3:12.53  |
| естафета 4×200 м вільним стилем | Велика Британія · Деніел Воллас (1:47.04) · Роберт Ренвік (1:45.98) · Келум Джарвіс (1:46.57) · Джеймс Гай (1:44.74) | 7:04.33     | США · Раян Лохте (1:45.71) · Конор Дваєр (1:45.33) · Рід Мелоун (1:46.92) · Майкл Вайсс (1:46.79)                 | 7:04.75     | Австралія · Кемерон Макевой (1:46.46) · Девід Маккеон (1:47.05) · Деніел Сміт (1:46.38) · Томас Фрейзер-Голмс (1:45.45) | 7:05.34  |
| естафета 4×100 м комплексом     | США · Раян Мерфі (53.05) · Кевін Кордес (58.88) · Том Шілдс (50.59) · Натан Едрієн (47.41)                           | 3:29.93     | Австралія · Мітч Ларкін (52.41) · Джейк Паккард (59.16) · Джейден Гадлер (51.91) · Кемерон Макевой (46.60)        | 3:30.08     | Франція · Каміль Лакур (52.81) · Джакомо Перез-Дортона (59.88) · Мехді Метелла (50.39) · Фаб'ян Жіло (47.42)            | 3:30.50  |
| Шаблон:Swimming record codes    | |             | |             | |          |

### Жінки
| Дисципліна                      | Золото                                                                                                   | Золото      | Срібло | Срібло      | Бронза | Бронза      |
| ------------------------------- | --- | ----------- | --- | ----------- | --- | ----------- |
| 50 м вільним стилем             | Бронте Кемпбелл · Австралія                                                                              | 24.12       | Раномі Кромовідьойо · Нідерланди                                                                                          | 24.22       | Сара Шестрем · Швеція                                                                                        | 24.31       |
| 100 м вільним стилем            | Бронте Кемпбелл · Австралія                                                                              | 52.52       | Сара Шестрем · Швеція | 52.70       | Кейт Кемпбелл · Австралія                                                                                    | 52.82       |
| 200 м вільним стилем            | Кейті Ледекі · США                                                                                       | 1:55.16     | Федеріка Пеллегріні · Італія                                                                                              | 1:55.32     | Міссі Франклін · США                                                                                         | 1:55.49     |
| 400 м вільним стилем            | Кейті Ледекі · США                                                                                       | 3:59.13 CR  | Шарон ван Раувендал · Нідерланди                                                                                          | 4:03.02 NR  | Джессіка Ешвуд · Австралія                                                                                   | 4:03.34 OC  |
| 800 м вільним стилем            | Кейті Ледекі · США                                                                                       | 8:07.39 WR  | Лорен Бойл · Нова Зеландія                                                                                                | 8:17.65 OC  | Язмін Карлін · Велика Британія                                                                               | 8:18.15     |
| 1500 м вільним стилем           | Кейті Ледекі · США                                                                                       | 15:25.48 WR | Лорен Бойл · Нова Зеландія                                                                                                | 15:40.14 OC | Богларка Капаш · Угорщина                                                                                    | 15:47.09 NR |
|                                 | |             | |             | |             |
| 50 м на спині                   | Фу Юаньхуей · Китай                                                                                      | 27.11       | Етьєн Медейрос · Бразилія                                                                                                 | 27.26 AM    | Лю Сян · Китай                                                                                               | 27.58       |
| 100 м на спині                  | Емілі Сібом · Австралія                                                                                  | 58.26       | Медісон Вілсон · Австралія                                                                                                | 58.75       | Міе Нільсен · Данія                                                                                          | 58.86       |
| 200 м на спині                  | Емілі Сібом · Австралія                                                                                  | 2:05.81 OC  | Міссі Франклін · США | 2:06.34     | Катінка Хоссу · Угорщина                                                                                     | 2:06.84     |
|                                 | |             | |             | |             |
| 50 м брасом                     | Дженні Юханссон · Швеція                                                                                 | 30.05       | Алія Аткінсон · Ямайка | 30.11       | Юлія Єфімова · Росія                                                                                         | 30.13       |
| 100 м брасом                    | Юлія Єфімова · Росія                                                                                     | 1:05.66     | Рута Мейлутіте · Литва | 1:06.36     | Алія Аткінсон · Ямайка                                                                                       | 1:06.42     |
| 200 м брасом                    | Ватанабе Канако · Японія                                                                                 | 2:21.15     | Майка Лоуренс · США | 2:22.44     | Джессіка Валь · Іспанія · Рікке Меллер Педерсен · Данія · Ши Цзінлінь · Китай                                | 2:22:76     |
|                                 | |             | |             | |             |
| 50 м батерфляєм                 | Сара Шестрем · Швеція                                                                                    | 24.96 CR    | Джанетт Оттесен · Данія                                                                                                   | 25.34       | Лу Ін · Китай                                                                                                | 25.37 AS    |
| 100 м батерфляєм                | Сара Шестрем · Швеція                                                                                    | 55.64 WR    | Джанетт Оттесен · Данія                                                                                                   | 57.05       | Лу Ін · Китай                                                                                                | 57.48       |
| 200 м батерфляєм                | Хосі Нацумі · Японія                                                                                     | 2:05.56     | Каміль Адамс · США | 2:06.40     | Чжан Юйфей · Китай                                                                                           | 2:06.51 WJR |
|                                 | |             | |             | |             |
| 200 м комплексом                | Катінка Хоссу · Угорщина                                                                                 | 2:06.12 WR  | Ватанабе Канако · Японія                                                                                                  | 2:08.45     | Шівон-Марі О'Коннор · Велика Британія                                                                        | 2:08.77     |
| 400 м комплексом                | Катінка Хоссу · Угорщина                                                                                 | 4:30.39     | Майя Дірадо · США | 4:31.71     | Емілі Оверголт · Канада                                                                                      | 4:32.52 NR  |
|                                 | |             | |             | |             |
| естафета 4×100 м вільним стилем | Австралія · Емілі Сібом (53.92) · Емма Маккеон (53.57) · Бронте Кемпбелл (51.77) · Кейт Кемпбелл (52.22) | 3:31.48 CR  | Нідерланди · Раномі Кромовідьойо (53.30) · Мод ван дер Мер (54.50) · Марріт Стінберген (53.88) · Фемке Гемскерк (51.99)   | 3:33.67     | США · Міссі Франклін (53.68) · Марго Гір (54.14) · Лія Ніл (53.70) · Сімоне Мануель (53.09)                  | 3:34.61     |
| естафета 4×200 м вільним стилем | США · Міссі Франклін (1:55.95) · Леа Сміт (1:56.86) · Кейті Маклафлін (1:56.92) · Кейті Ледекі (1:55.64) | 7:45.37     | Італія · Аліса Міццау (1:57.50) · Еріка Муссо (1:58.66) · К'яра Мазіні-Луккетті (1:57.52) · Федеріка Пеллегріні (1:54.73) | 7:48.41     | Китай · Цю Юйхань (1:56.88) · Ґо Дзюньдзюнь (1:57.55) · Чжан Юйфей (1:58.73) · Шень Дуо (1:55.94)            | 7:49.10     |
| естафета 4×100 м комплексом     | Китай · Фу Юаньхуей (59.29) · Ши Цзінлінь (1:05.56) · Лу Ін (56.56) · Шень Дуо (53.00)                   | 3:54.41     | Швеція · Мішель Колеман (1:00.74) · Дженні Юханссон (1:05.63) · Сара Шестрем (55.28) · Луїс Ганссон (53.59)               | 3:55.24 ER  | Австралія · Емілі Сібом (58.81) · Тейлор Маккіоун (1:07.38) · Емма Маккеон (57.59) · Бронте Кемпбелл (51.78) | 3:55.56     |
| Шаблон:Swimming record codes    | |             | |             | |             |

### Змішані
| Дисципліна                      | Золото | Золото     | Срібло | Срібло     | Бронза | Бронза     |
| ------------------------------- | --- | ---------- | --- | ---------- | --- | ---------- |
| естафета 4×100 м вільним стилем | США · Раян Лохте (48.79) · Натан Едрієн (47.29) · Сімоне Мануель (53.66) · Міссі Франклін (53.31)                          | 3:23.05 WR | Нідерланди · Себастіан Версхюрен (48.74) · Йоост Рейнс (49.09) · Раномі Кромовідьойо (52.48) · Фемке Гемскерк (52.79) | 3:23.10 ER | Канада · Санто Кондореллі (48.19) · Юрі Кісіл (48.25) · Сандрін Менвіль (53.60) · Шанталь ван Ландегем (53.55) | 3:23.59    |
| естафета 4×100 м комплексом     | Велика Британія · Кріс Вокер-Гебборн (52.94) · Адам Піті (57.98) · Шівон-Марі О'Коннор (57.02) · Франческа Голсолл (53.77) | 3:41.71 WR | США · Раян Мерфі (53.31) · Кевін Кордес (58.63) · Кейті Маклафлін (57.56) · Марго Гір (53.77)                         | 3:43.27    | Німеччина · Ян-Філіп Гланія (53.52) · Гендрік Фельдвер (59.16) · Александра Венк (57.21) · Анніка Брун (54.24) | 3:44.13 NR |
| Шаблон:Swimming record codes    | |            | |            | |            |

## Рекорди

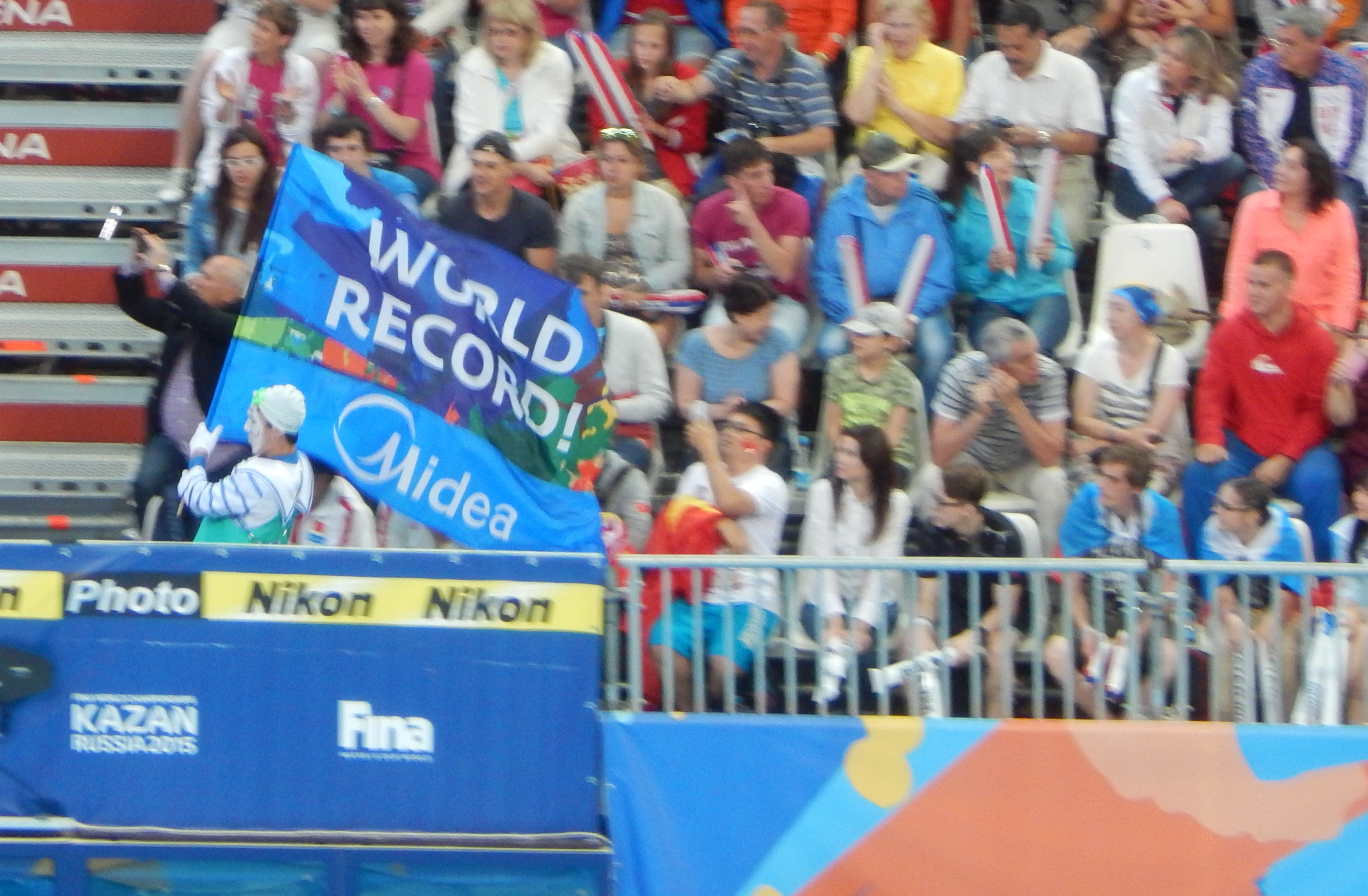
Прапор світового рекорду і його носій

Під час змагань встановлено такі світові рекорди і рекорди чемпіонатів світу.

### Світові рекорди
| Дата     | Дисципліна                                                  | Час      | Ім'я                                                                                              | Країна          |
| -------- | ----------------------------------------------------------- | -------- | ------------------------------------------------------------------------------------------------- | --------------- |
| 2 серпня | 100 метрів батерфляєм (жінки), півфінали                    | 55.74    | Сара Шестрем                                                                                      | Швеція          |
| 3 серпня | 1500 метрів вільним стилем (жінки), попередні запливи       | 15:27.71 | Кейті Ледекі                                                                                      | США             |
| 3 серпня | 100 метрів батерфляєм (жінки), фінал                        | 55.64    | Сара Шестрем                                                                                      | Швеція          |
| 3 серпня | 200 метрів комплексом (жінки), фінал                        | 2:06.12  | Катінка Хоссу                                                                                     | Угорщина        |
| 4 серпня | 50 метрів брасом (чоловіки), попередні запливи              | 26.62    | Камерон ван дер Бург                                                                              | ПАР             |
| 4 серпня | 50 метрів брасом (чоловіки), півфінали                      | 26.42    | Адам Піті                                                                                         | Велика Британія |
| 4 серпня | 1500 метрів вільним стилем (жінки), фінал                   | 15:25.48 | Кейті Ледекі                                                                                      | США             |
| 5 серпня | Змішана естафета 4x100 метрів комплексом, попередні запливи | 3:42.33  | Раян Мерфі (52.18) Кевін Кордес (58.33) Кенділ Стюарт (57.78) Лія Ніл (54.04)                     | США             |
| 5 серпня | Змішана естафета 4x100 метрів комплексом, фінал             | 3:41.71  | Кріс Вокер-Гебборн (52.94) Адам Піті (57.98) Шівон-Марі О'Коннор (57.02) Франческа Голсолл (53.77 | Велика Британія |
| 8 серпня | 800 метрів вільним стилем (жінки), фінал                    | 8:07.39  | Кейті Ледекі                                                                                      | США             |
| 8 серпня | Змішана естафета 4x100 метрів вільним стилем, фінал         | 3:23.05  | Раян Лохте (48.79) Натан Едрієн (47.29) Сімоне Мануель (53.66) Міссі Франклін (53.31)             | США             |

### Рекорди чемпіонату
| Дата     | Дисципліна                                          | Для дисципліни                    | Час      | Ім'я                                                                                   | Країна          |
| -------- | --------------------------------------------------- | --------------------------------- | -------- | -------------------------------------------------------------------------------------- | --------------- |
| 2 серпня | 400 метрів вільним стилем (жінки), фінал            | (тієї самої)                      | 3:59.13  | Кейті Ледекі                                                                           | США             |
| 2 серпня | 100 метрів брасом (чоловіки), попередні запливи     | (тієї самої)                      | 58.52    | Адам Піті                                                                              | Велика Британія |
| 2 серпня | 100 метрів брасом (чоловіки), півфінали             | (тієї самої)                      | 58.49    | Камерон ван дер Бург                                                                   | ПАР             |
| 2 серпня | 100 метрів брасом (чоловіки), півфінали             | (тієї самої)                      | 58.18    | Адам Піті                                                                              | Велика Британія |
| 2 серпня | Естафета 4x100 метрів вільним стилем (жінки), фінал | (тієї самої)                      | 3:31.48  | Емілі Сібом (53.92) Емма Маккеон (53.57) Бронте Кемпбелл (51.77) Кейт Кемпбелл (52.22) | Австралія       |
| 4 серпня | 1500 метрів вільним стилем (жінки), фінал           | 800 метрів вільним стилем (жінки) | 8:13.25† | Кейті Ледекі                                                                           | США             |
| 7 серпня | 50 метрів батерфляєм (жінки), півфінали             | (тієї самої)                      | 25.06    | Сара Шестрем                                                                           | Швеція          |
| 7 серпня | 50 метрів батерфляєм (жінки), фінал                 | (тієї самої)                      | 24.96    | Сара Шестрем                                                                           | Швеція          |

Легенда: † – на відрізку до фінальної позначки